# Giovanni Antonio Battarra
Giovanni Antonio Battarra (n. 9 iunie 1714, Coriano – d. 8 noiembrie 1789, Rimini) a fost un preot romano-catolic, profesor universitar de filozofie, naturalist, botanist și micolog italian. Abrevierea numelui său în cărți științifice este Battarra.

## Biografie

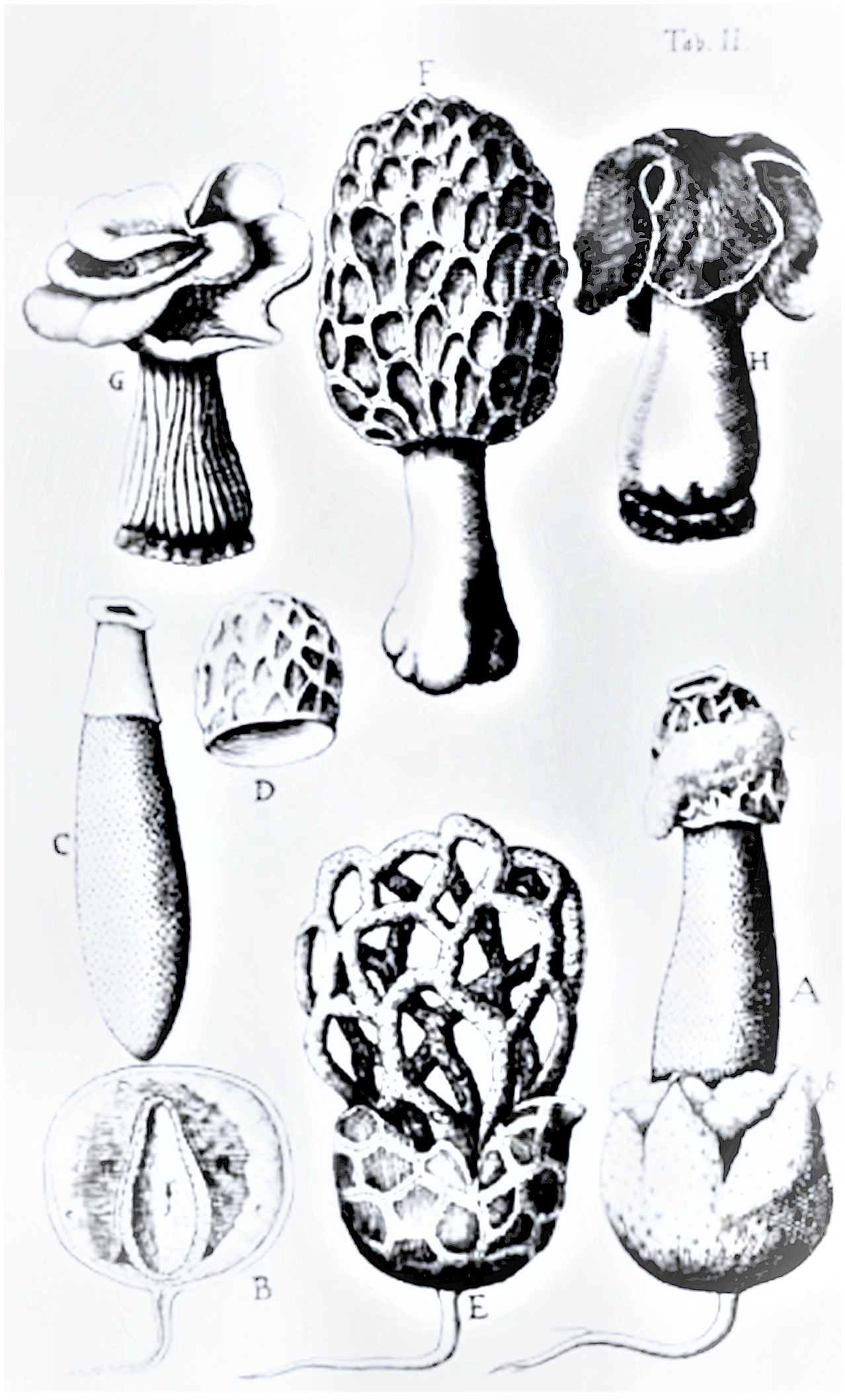
Battarra: Ascomycota

Fiul lui Domenico Battarra (căsătorit cu Giovanna Francesca Fabbri) a studiat la seminarul pentru preoți din Rimini și a fost hirotonit în 1738. În acest timp Battarra s-a ocupat în plus cu geometrie, fizică și istorie naturală pe baza teoriilor renumitului biolog, medic și arheolog Giovanni Bianchi (1693-1775). Prin studiile lucrărilor lui Bianchi, Battarra a prins foc pentru științele naturale, mai ales pentru micologie. Mai departe a studiat cu pasiune plăcile colorate din cartea Sylva fungorum al părintelui Bruno Tozzi ( de asemenea naturalist, ornitolog și entomolog), al cărui discipol a devenit.
În 1741 i s-a oferit o profesură pentru filosofie la seminarul din Savignano sul Rubicone, pe care l-a deținut timp de patru ani. Din 1748 până la sfârșitul anului 1754, Giovanni a întreținut catedra de filozofie în sucursala universității din Bologna la Rimini (inaugurată 1687). In anul 1757, a fost numit profesor de filozofie al municipiului, iar în 1760 al seminarului.
În ciuda activității sale exigente ca profesor, Battarra nu a uitat de științele naturale. Astfel a publicat, în 1775, lucrarea auto-ilustrată (40 de plăci gravate și colorate de el) Fungorum agri ariminensis historia, descriind 248 de specii de ciuperci, și, în 1778, opera La Practica agraria, ce a fost prima lucrare despre cultura țărănească din Romagna, în care a propagat necesitatea unei agriculturi raționale. Această operă i-a adus renume în lumea științifică. Datorită importanței studiilor referitor la tradițiile populare lucrarea a fost publicată de mai multe ori.
În ziua de 30 august 1789, savantul a suferit un accident vascular cerebral și în urma acestuia a murit la Rimini numai după bine două luni și nu a mai izbutit să sfârșească volumul 2 al lucrării sale Naturalis historiae elementa. În memoria lui au fost denumite între altele, o stradă în Forli, una în Cattolica  și Biblioteca Comunală „Giovanni Antonio Battarra” din Rimini precum cea din Coriano, locul lui de naștere.

## Denumiri taxonomice în onoarea lui Battarra

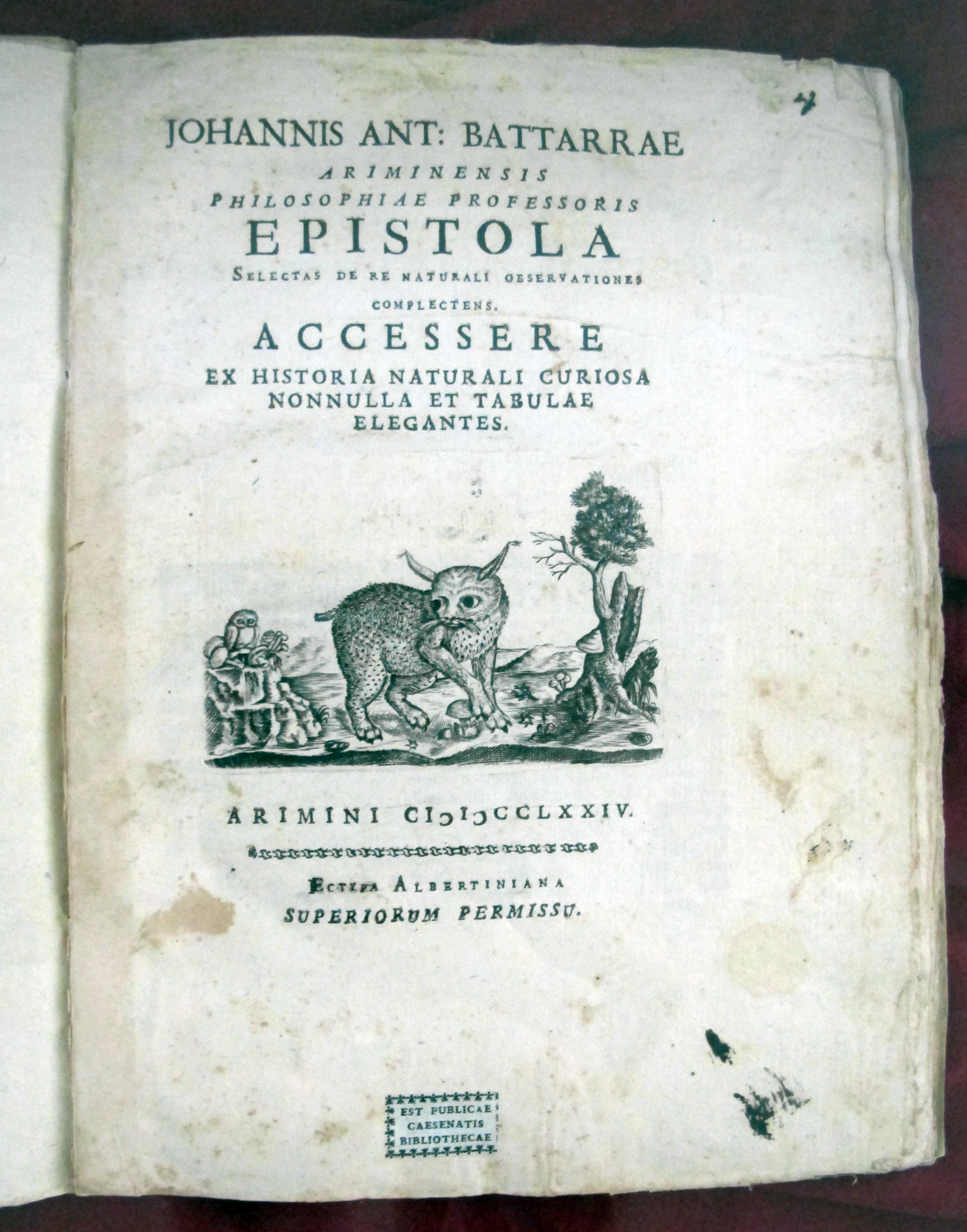
Ep. selectas de re naturali, 1774

Mai multe categorii taxonomice au fost denumite după cunoscutul naturalist. Aici câteva:
- Amanitopsis battarrae Boud. (1902), acum Amanita battarrae Bon (1985)
- Battarrea Pers. (1801)
- Battarrea phalloides (Dicks., 1785) Pers. (1801)
- Hypocrea subgen Battarrina Sacc. (1883)
- Phoma battarreae Hollós 1913
- Pleurotus battarrae Quél. (1879)
- Agaricus battarrae Fr. (1821), acum Psathyrella battarrae Konrad & Maubl. (1949)

## Publicații (selecție)
- Fungorum agri ariminensis historia, Editura Ballantianis, Faventiae 1755
- Discorso per l'apertura della cattedra di filosofia, Cesena 1763
- Discorsi sopra la fabbrica del porto di Rimini, în: Nuova raccolta di opuscoli scientifici e filologici,  nr. X, p. 456-516, Veneția 1763
- Commentarium de Plinii ictero, în: Naturalis Historia, nr. 30,  1773
- Epistola selectas de re naturali observationes complectens, Rimini 1774
- La Practica agrariadistribuita in varii dialogi, 2 volume 1778 și 1782
- Storia dei fossili dell'agro riminese ed altri siti circonvicini (1780)
- Naturalis historiae elementa, 2 volume, Rimini 1789